# ポートレベル操船訓練センター

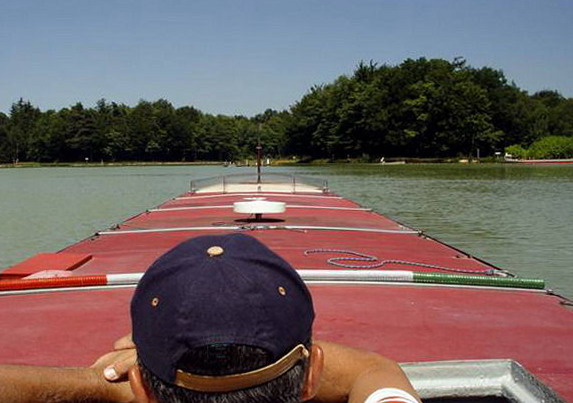
ポートレベルでの有人模型タンカーの操舵室からの眺め

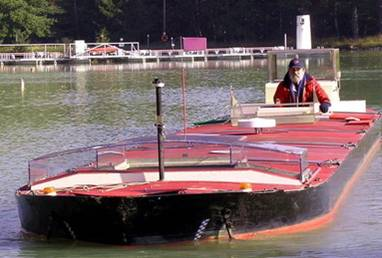
ポートレベルでの25万トン級マンモスタンカーの模型

ポートレベル操船訓練センター（ポートレベルそうせんくんれんセンター）とはフランスのマンモスタンカー、コンテナ船、LNG輸送船、客船等の水先案内人を養成する訓練所である。
この訓練施設で使用される乗用船舶模型は1/25である。運河や湾や外洋が再現されている。(Sogreah)この種の施設としては世界初のものである。この訓練所は1967年にフランスのグルノーブル近郊にLaboratoire Dauphinois d'Hydraulique (現Artelia)によって設立された。
訓練コースは正式な水先案内人によって指導される。1967年以来、世界中から6500人以上の水先案内人、船長、航海士が訓練を行った。フランス人、欧州人、オーストラリア人、ブラジル人、北アメリカ人の水先案内人の90%近くがこの訓練所の生徒だった。
有人の船舶模型訓練は現在、国際海事機関の2005年12月の Resolution A 960 (23)によって推奨されている。
施設はJohn McPheeによる The Atlantic Monthlyの記事に掲載され、同様に彼の著書であるUncommon Carriersで出版された。

## 歴史
訓練所の起源は50年代にさかのぼる、ポートレベルの親会社であるSogreahは模型船舶を使用して操船の実習を行っていた。
1960年代末にタンカーの操船の必要性によりエッソが設立した。1967年から1970年にSogreahによって設立された。

## 船舶模型
乗船する模型は小さいが、実物と同様の挙動を示すように出来ている。

## 湖
グルノーブル近くのアルプスのふもとにある。1/25スケールの操船の実習に用いられる。

## 艦隊
模型船舶は1/25スケールに統一されている。9隻あり、3隻のタグボートがある。それらはDGPSによって航路を追跡されている。